# Атауро
Атау́ро (порт. Ataúro, тетум Ataúru) — один з двох островів, що належать Східному Тимору (другий — Жаку). Населення Атауро за переписом 2010 року становить 8602 осіб, більшість з яких проживає в головному місті острова — Маумета. Острів входить до столичного району Ділі.

## Назва
Назву острова з місцевої мови можна перекласти як «коза». Острів був так названий, ймовірно, через велику кількість кіз, яких там тримали.

## Географія
На Атауро критично не вистачає прісної води. Наявні на острові джерела та резервуари не здатні в повній мірі вирішити цю проблему. У 2004 році Португалія фінансувала проект щодо поліпшення якості води та інфраструктури її розподілу.
На острові два чітко виражених сезони: вологий і сухий. Рослинність представлена евкаліптовими лісами, на відкритих схилах пагорбів часто зустрічаються оголені породи вапняку. Вологі тропічні ліси характерні для долин.
Острів з'єднаний зі столицею Ділі поромом, шлях займає близько двох годин.